# Alul semmi (televíziós sorozat, 1999)
Az Alul semmi (eredeti cím: Undressed) amerikai ifjúsági antológiasorozat. 
1999 és 2002 között hat évadon keresztül futott az MTV-n, megalkotója és producere a brit Roland Joffé volt.
A sorozat fiatalok, köztük középiskolások, főiskolások és huszonéves fiatal felnőttek életét és emberi kapcsolatait mutatja be. A sorozat sokrétű történetei szituációs komédiák stílusával készültek, miközben mégis reálisan felhívja a fiatalok figyelmét különböző szexuális problémaforrásokra. Nyíltan beszél a szexualitásról, a fiatalok gyakran kicsapongó nemi életéről, és - hasonló sorozatok közt úttörőként -  LMBT párkapcsolatokról is. Az Alul semmi antológiajellegű, vagyis az évadok többnyire más-más szereplőkkel és különböző központi problémákkal készültek el. 
A sorozatban több olyan színész is feltűnt, aki a későbbiekben világhírűvé vált, köztük Christina Hendricks, Pedro Pascal, Katee Sackhoff, Adam Brody és Brandon Routh.

## Hazai vetítés
Magyarországon 2004. február 23-án mutatta be a Viasat 3, először teljes egészében az 52 részes 6. szezon került vetítésre, majd azt követően rákjárásban haladva elindult az 5. szezon is. Először tévesen besorolva délutáni időpontban vetítette le az egész 6. szezont és 12 rész kihagyásával az 5. szezont, ami a fokozott szexuális ábrázolás miatt elhibázott lépésnek bizonyult. Egyéb érdekesség, hogy a felcserélt vetítés által a 6. szezon 52 epizódját követően az 5. szezont tévesen és folytatólagosan 53. résztől 92. részig számozta tovább a közönség felé informálva. (Az 5. szezon 40 részből áll.) 
2005. év elején egy hirtelen nagy váltásként hajnalonként változó időpontokban 18-as korhatárral levetítésre került a kimaradt 12 rész, ezt követően hullámzó beosztású ismétlés következett. A korábbi rákjárást megtartva szezonok szerint felváltva 16-os és 18-as korhatárral került újra adásba a két etap. Tehát a kihagyott 12 rész premierjét követően a 6. szezon 16-os korhatárba került, majd a teljes 5. szezon 18-as korhatárban részesült. Vitatható és hivatalosan ismeretlen a 18-as korhatár szükségességének háttere, mivel - Amerikában ráadásul 14-es besorolással illetve - szexuális témák ellenére mégis ifjúsági sorozatnak készült. De valószínűsíthetően a gyakran felbukkanó LMBT témák és intim utalások váltották ki a döntést, hiszen erre az akkori rendszerünk is érzékeny volt. (Ez pedig valóban leginkább az 5. szezonra volt jellemző.) További szezonokat pedig így már nem kívánt vásárolni a Viasat. A programfelelősök - eredeti terveik után - későn eszméltek rá a film fokozott intim tartalmára, s így nem érte el a tervezett szélesebb célközönségét.
Végül 2006. év elején éjfél körül és egyéb éjszakai időpontokkal utolsó levetítés indult, ezúttal pedig a Viasat a két etapot átcserélte eredeti sorrendjükre. Ami viszont műsorjelzésekben tűnt fel furcsán, hiszen 53-92 közötti epizódokat követték 1-52 közötti epizódok és örökre elbúcsúzott tőlünk a sorozat. A Viasat nem változtatta meg azt, hogy helyesebben közöljön információkat. Ezzel befejeződött a sorozat hányattatott magyar sorsa.